# Пашниково (Старорусский район)
Пашниково — деревня в Старорусском муниципальном районе Новгородской области, с весны 2010 года относится к Великосельскому сельскому поселению. На 1 января 2011 года постоянное население деревни — 15 жителей, число хозяйств — 7.
Деревня находится на Приильменской низменности на высоте 53 м над уровнем моря. Деревня расположена на реке Белка в десяти километрах к северу от административного центра сельского поселения — деревни Астрилово. Пашниково находится на автомобильной дороге из Старой Руссы в Новинки между деревнями Большие Боры (2 км к северо-востоку) и Сысоново (1 км к югу).

## Население
| 2010 | 2011 | 2012 | 2013 |
| ---- | ---- | ---- | ---- |
| 14   | ↗15  | →15  | →15  |

## История
К началу XX века деревня относилась Астриловской волости в Старорусском уезде Новгородской губернии. До весны 2010 года входила в ныне упразднённое Астриловское сельское поселение.

## Транспорт
Есть прямое беспересадочное пассажирское автобусное сообщение с административным центром муниципального района — городом Старая Русса (маршрут № 138, Старая Русса — Селькава и маршрут № 267, Старая Русса — Новая Деревня).